# Danh sách vô địch đôi nam nữ Wimbledon
Nội dung đôi nam nữ bắt đầu thi đấu từ năm 1913, cùng năm với nội dung đôi nữ.
Các năm 1915-1918 và 1940-1945 giải không được tổ chức vì hai cuộc chiến tranh thế giới.
| Năm  | Vô địch                                         | Hạng nhì                                     | Tỉ số               |
| 1913 | Hope Crisp / Agnes Tuckey                       | James Cecil Parke / Ethel Thomson Larcombe   | 3-6, 5-3 bỏ cuộc    |
| 1914 | James Cecil Parke / Ethel Thomson Larcombe      | Tony Wilding / Marguerite Broquedis          | 4-6, 6-4, 6-2       |
| 1915 | không tổ chức (Chiến tranh thế giới thứ nhất)   |                                              |                     |
| 1916 | không tổ chức (Chiến tranh thế giới thứ nhất)   |                                              |                     |
| 1917 | không tổ chức (Chiến tranh thế giới thứ nhất)   |                                              |                     |
| 1918 | không tổ chức (Chiến tranh thế giới thứ nhất)   |                                              |                     |
| 1919 | Randolph Lycett / Elizabeth Ryan                | Albertem Prebble / Dorothea Chambers         | 6-0, 6-0            |
| 1920 | Gerald Patterson / Suzanne Lenglen              | Randolph Lycett / Elizabeth Ryan             | 7-5, 6-3            |
| 1921 | Randolph Lycett / Elizabeth Ryan                | Max Woosnam / Phillis Howkins                | 6-3, 6-1            |
| 1922 | Pat O'Hara Wood / Suzanne Lenglen               | Randolph Lycett / Elizabeth Ryan             | 6-4, 6-3            |
| 1923 | Randolph Lycett / Elizabeth Ryan                | Lewis Deane / Dorothy Shepherd Barron        | 6-4, 7-5            |
| 1924 | John Gilbert / Kathleen McKane Godfree          | Leslie Godfree / Dorothy Shepherd Barron     | 6-3, 3-6, 6-3       |
| 1925 | Jean Borotra / Suzanne Lenglen                  | Uberto de Morpurgo / Elizabeth Ryan          | 6-3, 6-3            |
| 1926 | Leslie Godfree / Kathleen McKane Godfree        | Howard Kinsey / Mary Browne                  | 6-3, 6-4            |
| 1927 | Frank Hunter / Elizabeth Ryan                   | Leslie Godfree / Kathleen McKane Godfree     | 8-6, 6-0            |
| 1928 | Patrick Spence / Elizabeth Ryan                 | Jack Crawford / Daphne Akhurst Cozens        | 7-5, 6-4            |
| 1929 | Frank Hunter / Helen Wills Moody                | Ian Collins / Joan Fry                       | 6-1, 6-4            |
| 1930 | Jack Crawford / Elizabeth Ryan                  | Daniel Prenn / Hilde Krahwinkel Sperling     | 6-1, 6-3            |
| 1931 | George Lott / Anna McCune Harper                | Ian Collins / Joan Ridley                    | 6-3, 1-6, 6-1       |
| 1932 | Enrique Maier / Elizabeth Ryan                  | Harry Hopman / Josane Sigart                 | 7-5, 6-2            |
| 1933 | Gottfried von Cramm / Hilde Krahwinkel Sperling | Norman Farquharson / Mary Heeley             | 7-5, 8-6            |
| 1934 | Ryuki Miki / Dorothy Round Little               | Henry Austin / Dorothy Shepherd Barron       | 3-6, 6-4, 6-0       |
| 1935 | Fred Perry / Dorothy Round Little               | Harry Hopman / Nell Hall Hopman              | 7-5, 4-6, 6-2       |
| 1936 | Fred Perry / Dorothy Round Little               | Don Budge / Sarah Palfrey Cooke              | 7-9, 7-5, 6-4       |
| 1937 | Don Budge / Alice Marble                        | Yvon Petra / Simone Mathieu                  | 6-4, 6-1            |
| 1938 | Don Budge / Alice Marble                        | Henner Henkel / Sarah Palfrey Cooke          | 6-1, 6-4            |
| 1939 | Bobby Riggs / Alice Marble                      | Frank Wilde / Nancy Brown                    | 9-7, 6-1            |
| 1940 | không tổ chức (Chiến tranh thế giới thứ hai)    |                                              |                     |
| 1941 | không tổ chức (Chiến tranh thế giới thứ hai)    |                                              |                     |
| 1942 | không tổ chức (Chiến tranh thế giới thứ hai)    |                                              |                     |
| 1943 | không tổ chức (Chiến tranh thế giới thứ hai)    |                                              |                     |
| 1944 | không tổ chức (Chiến tranh thế giới thứ hai)    |                                              |                     |
| 1945 | không tổ chức (Chiến tranh thế giới thứ hai)    |                                              |                     |
| 1946 | Tom Brown / Louise Brough Clapp                 | Geoff Brown / Dorothy Cheney                 | 6-4, 6-4            |
| 1947 | John Bromwich / Louise Brough Clapp             | Colin Long / Nancye Wynne Bolton             | 1-6, 6-4, 6-2       |
| 1948 | John Bromwich / Louise Brough Clapp             | Frank Sedgman / Doris Hart                   | 6-2, 3-6, 6-3       |
| 1949 | Eric Sturgess / Sheila Summers                  | John Bromwich / Louise Brough Clapp          | 9-7, 9-11, 7-5      |
| 1950 | Eric Sturgess / Louise Brough Clapp             | Geoff Brown / Pat Canning Todd               | 11-9, 1-6, 6-4      |
| 1951 | Frank Sedgman / Doris Hart                      | Mervyn Rose / Nancye Wynne Bolton            | 7-5, 6-2            |
| 1952 | Frank Sedgman / Doris Hart                      | Enrique Morea / Thelma Coyne Long            | 4-6, 6-3, 6-4       |
| 1953 | Vic Seixas / Doris Hart                         | Enrique Morea / Shirley Fry Irvin            | 9-7, 7-5            |
| 1954 | Vic Seixas / Doris Hart                         | Ken Rosewall / Margaret Osborne duPont       | 5-7, 6-4, 6-3       |
| 1955 | Vic Seixas / Doris Hart                         | Enrique Morea / Louise Brough Clapp          | 8-6, 2-6, 6-3       |
| 1956 | Vic Seixas / Shirley Fry Irvin                  | Gardnar Mulloy / Althea Gibson               | 2-6, 6-2, 7-5       |
| 1957 | Mervyn Rose / Darlene Hard                      | Neale Fraser / Althea Gibson                 | 6-4, 7-5            |
| 1958 | Robert Howe / Lorraine Coghlan Robinson         | Kurt Nielsen / Althea Gibson                 | 6-3, 13-11          |
| 1959 | Rod Laver / Darlene Hard                        | Neale Fraser / Maria Bueno                   | 6-4, 6-3            |
| 1960 | Rod Laver / Darlene Hard                        | Robert Howe / Maria Bueno                    | 13-11, 3-6, 8-6     |
| 1961 | Fred Stolle / Lesley Turner Bowrey              | Robert Howe / Edda Buding                    | 11-9, 6-2           |
| 1962 | Neale Fraser / Margaret Osborne duPont          | Dennis Ralston / Ann Haydon-Jones            | 2-6, 6-3, 13-11     |
| 1963 | Ken Fletcher / Margaret Smith                   | Bob Hewitt / Darlene Hard                    | 11-9, 6-4           |
| 1964 | Fred Stolle / Lesley Turner Bowrey              | Ken Fletcher / Margaret Smith                | 6-4, 6-4            |
| 1965 | Ken Fletcher / Margaret Smith                   | Tony Roche / Judy Tegart Dalton              | 12-10, 6-3          |
| 1966 | Ken Fletcher / Margaret Smith                   | Dennis Ralston / Billie Jean King            | 4-6, 6-3, 6-3       |
| 1967 | Owen Davidson / Billie Jean King                | Ken Fletcher / Maria Bueno                   | 7-5, 6-2            |
| 1968 | Ken Fletcher / Margaret Smith Court             | Alex Metreveli / Olga Morozova               | 6-1, 14-12          |
| 1969 | Fred Stolle / Ann Haydon-Jones                  | Tony Roche / Judy Tegart Dalton              | 6-2, 6-3            |
| 1970 | Ilie Năstase / Rosemary Casals                  | Alex Metreveli / Olga Morozova               | 6-3, 4-6, 9-7       |
| 1971 | Owen Davidson / Billie Jean King                | Marty Riessen / Margaret Smith Court         | 3-6, 6-2, 15-13     |
| 1972 | Ilie Năstase / Rosemary Casals                  | Kim Warwick / Evonne Goolagong Cawley        | 6-4, 6-4            |
| 1973 | Owen Davidson / Billie Jean King                | Raúl Ramírez / Janet Newberry                | 6-3, 6-2            |
| 1974 | Owen Davidson / Billie Jean King                | Mark Farrell / Lesley Charles                | 6-3, 9-7            |
| 1975 | Marty Riessen / Margaret Smith Court            | Alan Stone / Betty Stöve                     | 6-4, 7-5            |
| 1976 | Tony Roche / Françoise Durr                     | Bob Stockton / Rosemary Casals               | 6-3, 2-6, 7-5       |
| 1977 | Bob Hewitt / Greer Stevens                      | Frew McMillan / Betty Stöve                  | 3-6, 7-5, 6-4       |
| 1978 | Frew McMillan / Betty Stöve                     | Ray Ruffels / Billie Jean King               | 6-2, 6-2            |
| 1979 | Bob Hewitt / Greer Stevens                      | Frew McMillan / Betty Stöve                  | 7-5, 7-6(7)         |
| 1980 | John Austin / Tracy Austin                      | Mike Antonoplis / Dianne Fromholtz Balestrat | 4-6, 7-6(6), 6-3    |
| 1981 | Frew McMillan / Betty Stöve                     | John Austin / Tracy Austin                   | 4-6, 7-6(2), 6-3    |
| 1982 | Kevin Curren / Anne Smith                       | John Lloyd / Wendy Turnbull                  | 2-6, 6-3, 7-5       |
| 1983 | John Lloyd / Wendy Turnbull                     | Steve Denton / Billie Jean King              | 6-7(5), 7-6(5), 7-5 |
| 1984 | John Lloyd / Wendy Turnbull                     | Steve Denton / Kathy Jordan                  | 6-3, 6-3            |
| 1985 | Paul McNamee / Martina Navrátilová              | John Fitzgerald / Elizabeth Smylie           | 7-5, 4-6, 6-2       |
| 1986 | Ken Flach / Kathy Jordan                        | Heinz Günthardt / Martina Navrátilová        | 6-3, 7-6(7)         |
| 1987 | Jeremy Bates / Jo Durie                         | Darren Cahill / Nicole Provis                | 7-6(10), 6-3        |
| 1988 | Sherwood Stewart / Zina Garrison Jackson        | Kelly Jones / Gretchen Magers                | 6-1, 7-6(3)         |
| 1989 | Jim Pugh / Jana Novotná                         | Mark Kratzmann / Jenny Byrne                 | 6-4, 5-7, 6-4       |
| 1990 | Rick Leach / Zina Garrison Jackson              | John Fitzgerald / Elizabeth Smylie           | 7-5, 6-2            |
| 1991 | John Fitzgerald / Elizabeth Smylie              | Jim Pugh / Natasha Zvereva                   | 7-6(4), 6-2         |
| 1992 | Cyril Suk / Larisa Savchenko Neiland            | Jacco Eltingh / Miriam Oremans               | 7-6(2), 6-2         |
| 1993 | Mark Woodforde / Martina Navrátilová            | Tom Nijssen / Manon Bollegraf                | 6-3, 6-4            |
| 1994 | Todd Woodbridge / Helena Suková                 | T.J. Middleton / Lori McNeil                 | 3-6, 7-5, 6-3       |
| 1995 | Jonathan Stark / Martina Navrátilová            | Cyril Suk / Gigi Fernández                   | 6-4, 6-4            |
| 1996 | Cyril Suk / Helena Suková                       | Mark Woodforde / Larisa Savchenko Neiland    | 1-6, 6-3, 6-2       |
| 1997 | Cyril Suk / Helena Suková                       | Andrei Olhovskiy / Larisa Savchenko Neiland  | 4-6, 6-3, 6-4       |
| 1998 | Max Mirnyi / Serena Williams                    | Mahesh Bhupathi / Mirjana Lučić              | 6-4, 6-4            |
| 1999 | Leander Paes / Lisa Raymond                     | Jonas Björkman / Anna Kournikova             | 6-4, 3-6, 6-3       |
| 2000 | Donald Johnson / Kimberly Po                    | Lleyton Hewitt / Kim Clijsters               | 6-4, 7-6(3)         |
| 2001 | Leos Friedl / Daniela Hantuchová                | M.C. Bryant / Anke Huber                     | 4-6, 6-3, 6-2       |
| 2002 | Mahesh Bhupathi / Elena Likhovtseva             | Kevin Ullyett / Daniela Hantuchová           | 6-2, 1-6, 6-1       |
| 2003 | Leander Paes / Martina Navrátilová              | Andy Ram / Anastassia Rodionova              | 6-3, 6-3            |
| 2004 | Wayne Black / Cara Black                        | Todd Woodbridge / Alicia Molik               | 3-6, 7-6(8), 6-4    |
| 2005 | Mahesh Bhupathi / Mary Pierce                   | Paul Hanley / Tatiana Perebiynis             | 6-4, 6-2            |
| 2006 | Andy Ram / Vera Zvonareva                       | Bob Bryan / Venus Williams                   | 6-3, 6-2            |
| 2007 | Jamie Murray / Jelena Janković                  | Jonas Bjorkman / Alicia Molik                | 6-4, 3-6, 6-1       |
| 2008 | Bob Bryan / Samantha Stosur                     | Mike Bryan / Katarina Srebotnik              | 7–5, 6–4            |
| 2009 | Mark Knowles / Anna-Lena Grönefeld              | Leander Paes / Cara Black                    | 7–5, 6–3            |
| 2010 | Leander Paes / Cara Black                       | Wesley Moodie / Lisa Raymond                 | 6–4, 7–6(7–5)       |
| 2011 | Jürgen Melzer / Iveta Benešová                  | Mahesh Bhupathi / Elena Vesnina              | 6–3, 6–2            |
| 2012 | Mike Bryan / Lisa Raymond                       | Leander Paes / Elena Vesnina                 | 6–3, 5–7, 6–4       |
| 2013 | Daniel Nestor / Kristina Mladenovic             | Bruno Soares / Lisa Raymond                  | 5–7, 6–2, 8–6       |
| 2014 | Nenad Zimonjić / Samantha Stosur                | Max Mirnyi / Chiêm Hạo Tình                  | 6–4, 6–2            |
| 2015 | Leander Paes / Martina Hingis                   | Alexander Peya / Tímea Babos                 | 6–1, 6–1            |
| 2016 | Henri Kontinen / Heather Watson                 | Robert Farah / Anna-Lena Grönefeld           | }                   |
| 2017 | Jamie Murray / Martina Hingis                   | Henri Kontinen / Heather Watson              | 6–4, 6–4            |
| 2018 | Alexander Peya Nicole Melichar                  | Jamie Murray Victoria Azarenka               | 7–6(7–1), 6–3       |
| 2019 | Latisha Chan Ivan Dodig                         | Jeļena Ostapenko Robert Lindstedt            | 6–2, 6–3            |